# Academia Judicial de Chile

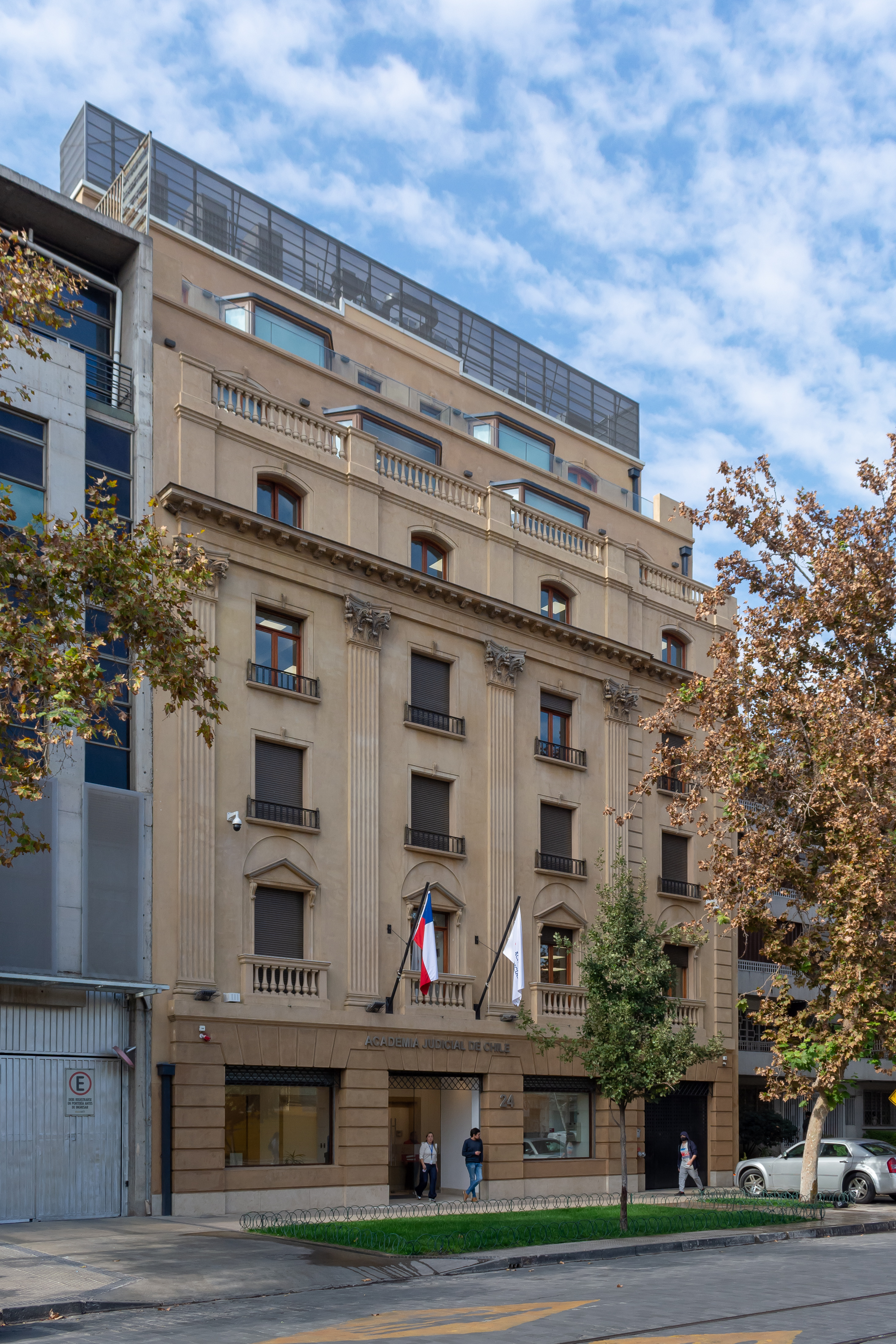
Edificio de la Academia Judicial de Chile.

La Academia Judicial de Chile, creada en 1994, es un corporación de derecho público, sometida a la supervigilancia de la Corte Suprema, cuya finalidad es la formación de los postulantes al cargo de juez y el perfeccionamiento de todos los integrantes del Poder Judicial.
La dirección superior y administración de la Academia Judicial está a cargo de un Consejo Directivo.

## Estructura de la Academia
El Consejo Directivo está integrado por nueve personas:
- El presidente de la Corte Suprema, o quien lo subrogue (que preside el Consejo por derecho propio);
- El Ministro de Justicia, que puede hacerse representar por el Subsecretario de la cartera;
- Un ministro de la Corte Suprema (elegido por ésta en una única votación);
- El Fiscal Judicial de la Corte Suprema;
- Un ministro de Corte de Apelaciones (elegido en una única votación, por los funcionarios de la segunda categoría del Escalafón Primario del Poder Judicial);
- Un miembro de la segunda categoría del Escalafón Primario del Poder Judicial (elegido por la directiva de la asociación gremial de carácter nacional);
- Un representante de las asociaciones gremiales de abogados existentes en el país (elegido por sus Presidentes, de entre ellos), y
- Dos académicos con más de cinco años de docencia universitaria (designados por el Presidente de la República, con acuerdo del Senado).

Se desempeña como Secretario del Consejo el director de la Academia, con derecho a voz y no a voto.
El Director de la Academia Judicial debe ser un abogado que ha desempeñado, por no menos de cinco años, una cátedra de derecho en una Facultad de Derecho o de Ciencias Jurídicas de una Universidad del Estado o reconocida por éste. Permanece en el cargo por un período de cuatro años, pudiendo ser reelegido.

## Programas de la Academia Judicial

### Formación para postulantes
El programa de formación para postulantes al Escalafón Primario del Poder Judicial, que es impartido por la Academia Judicial, tiene como objetivos fundamentales capacitarlos en los conocimientos, destrezas y criterios básicos necesarios para desempeñar sus funciones, así como fortalecer los principios que informan el quehacer jurisdiccional.
Para ingresar al programa de formación se requiere estar en posesión del título de abogado. En la selección se analizan los antecedentes de los candidatos, debiendo asignarse especial importancia a sus estudios y calificaciones universitarias, además, durante el proceso de selección, se somete a los postulantes a exámenes sicológicos, de aptitudes y de conocimientos (en caso de que estos últimos sean escritos, se garantiza el anonimato en la evaluación). El postulante que no es seleccionado puede presentarse a nuevas convocatorias.
El programa de formación para ingresar a los cargos del Escalafón Primario del Poder Judicial es gratuito. Los abogados no funcionarios que así lo solicitan y que ingresen al programa de formación gozan de una beca de estudio, que fija anualmente el Consejo Directivo, la que no puede exceder del equivalente al cincuenta por ciento de la remuneración líquida del último grado del Escalafón al cual estarían habilitados para postular al aprobar el programa respectivo.
Los alumnos que sean miembros del Poder Judicial gozan de una comisión de servicio mientras dure el programa y podrán optar entre la beca antes mencionada o la remuneración que corresponde al cargo del que sean titular.

### Perfeccionamiento para el cargo de ministro de Corte de Apelaciones
La Academia Judicial imparte, directa y periódicamente, un programa de perfeccionamiento profesional para optar al cargo de ministro de Corte de Apelaciones. No obstante, el Consejo Directivo podrá encomendar a terceros la ejecución de actividades específicas de este programa, pero manteniendo siempre las facultades de supervisar el programa y de evaluar a los postulantes.
Este programa contempla los distintos aspectos del derecho sustantivo y procesal que sean pertinentes, así como los conocimientos y destrezas habilitantes para el cumplimiento de las funciones de ministro de Corte, incluyendo las de fiscalización (que el Código Orgánico de Tribunales les encomienda).
Si existen más postulantes que cupos, tienen prioridad los funcionarios que tengan cumplidos los demás requisitos para figurar en terna. En caso de igualdad, se está a la última calificación anual y, si persiste la igualdad, prima la categoría y, dentro de ésta, la antigüedad.

### Perfeccionamiento de los miembros del Poder Judicial
El perfeccionamiento de los integrantes del Poder Judicial tiene por finalidad profundizar los objetivos del programa de formación para postulantes y actualizar sus conocimientos en materias propias de los cargos que desempeñan.
Todos los miembros del Poder Judicial, excepto los funcionarios de la primera categoría del Escalafón Primario y los notarios, conservadores, archiveros, procuradores del número, receptores y bibliotecarios, deben participar anualmente en actividades de perfeccionamiento, en los cursos y por el número de horas que fija el Consejo Directivo de la Academia (para ser calificado en lista de mérito, todo funcionario, salvo las excepciones indicadas, debe haber postulado cada año a actividades de perfeccionamiento de la Academia por el número de horas que fije su Consejo).
La Academia Judicial, antes del 31 de diciembre de cada año, entrega a la Corte Suprema la nómina de los cursos a desarrollarse durante el año siguiente, indicando los cupos asignados a cada uno. Esta nómina y sus cupos son publicados en el Diario Oficial correspondiente al primer día hábil del mes de enero y comunicada oportunamente a las Cortes de Apelaciones, las que deben hacer llegar la información pertinente a los juzgados comprendidos dentro de su territorio jurisdiccional, de manera que todos los funcionarios puedan imponerse de ella dentro de los primeros quince días del mes de enero.
Sin perjuicio de lo anterior, la Academia, extraordinariamente puede programar actividades adicionales de perfeccionamiento.